# Eitea (Antiochide)
Eitea (in greco antico: Εἰτέα?, Eitéa) era un demo dell'Attica situato nel nord-est della regione, presso l'attuale Grammatiko.
Il demo ospitava il culto della dea minore Basile. Si sa poco sul suo conto e gli storici non sono concordi nell'attribuirlo alla trittia dell'asty o della mesogea: alcuni sostengono la prima ipotesi, nonostante il demo si trovi molto lontano dalla città, ipotizzando che quest'assegnazione sia stata effettuata per indebolire qualche gruppo politico o religioso, mentre John S. Traill afferma con certezza che Eitea si trovasse nella trittia della mesogea.